# マーカス・ロンドン
マーカス・ロンドン（Marcus London, 1968年1月15日 - ）は、アメリカ合衆国のポルノ俳優/脚本家。イギリスロンドン出身。

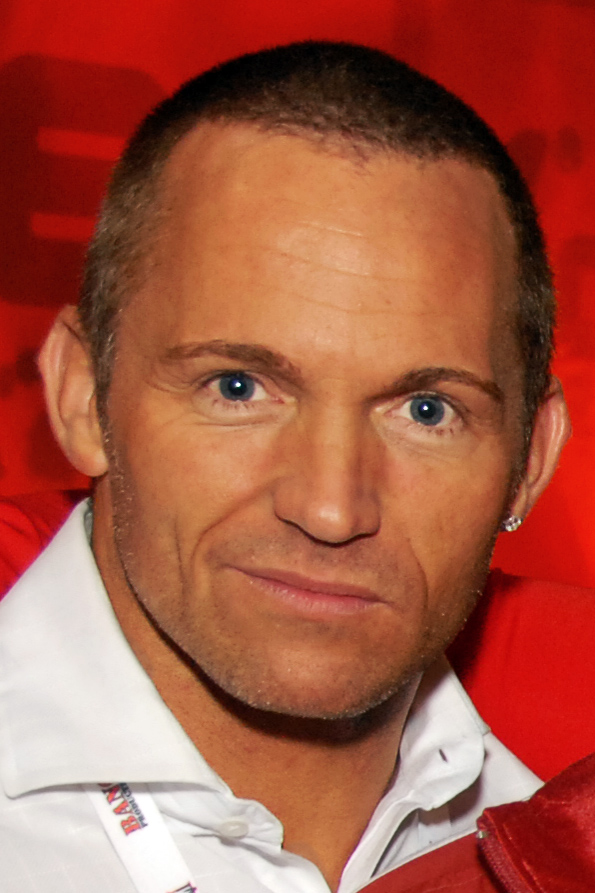
マーカス・ロンドン

## 人物
1995年よりポルノ映画に出演しており、これまでに390以上ものポルノ映画に出演している
ポルノ女優デヴォン・リーとは8か月間の交際を経て、2007年1月にラスベガスで結婚式を行った。

## 出演作品
- LADY PUSHER　レディ・プッシャー
- スパルタカス・クィーン 欲望と戦いの伝説（脚本/監督/編集/製作）
- 小悪魔フェアリー
- ダブルレディ・ミッション（脚本/監督）
- こわれてゆく人妻たち
- スパイ・ワイフ MAX
- アンドロイド2040 レボリューションズ
- 飼われる女
- 毒蜘蛛女